# Кінцеве обладнання даних
Кінцеве обладнання даних (англ. DTE, Data Terminal Equipment) — обладнання обробки, концентрації, збереження даних, а також перетворення повідомлень даних в цифрові сигнали даних і навпаки.

Прикладом термінального обладнання може служити телетайп, комп'ютерний термінал або звичайний персональний комп'ютер. У ролі DTE може також виступати пристрій збору даних, касовий апарат, приймач сигналів глобальної навігаційної системи або будь-яке інше обладнання, здатне передавати або приймати дані.
Поділ устаткування на класи DCE і DTE у локальних мережах є досить умовним. Наприклад, адаптер локальної мережі можна вважати як приналежністю комп'ютера, тобто DTE, так і складовою частиною каналу зв'язку, тобто DCE.

## Послідовні інтерфейси

### Асинхронна комунікація
У стандарті RS-232 (асинхронна послідовна комунікація) існують наступні особливості сигналів апаратури DTE (на противагу DCE):
- 25-контактний з'єднувач:
  - контакт 2 призначений для передачі пристроєм DTE, і для прийому пристроєм DCE
  - відповідно, контакт 3 приймає дані, якщо прилад DTE, і передає, якщо DCE
- 9-контактний з'єднувач — ролі, протилежні до DB25:
  - контакт 2: апарат DTE приймає, DCE — передає
  - контакт 3: DTE передає, DCE приймає

Також присутні два сигнали готовності: DTR (англ. Data Terminal Ready), яким термінал сигналізує про свою готовність приймати дані, і DSR (англ. Data Set Ready), що виконує аналогічну роль для пристрою DCE.
Інші два сигнали використовуються апаратурою DCE, щоб проінформувати DTE (тобто, термінал) про зміну стану чи спеціальну подію: DCD (англ. Data Carrier Detect) — коли активний сигнал-носій між локальною і віддаленою системою, і RI (англ. Ring Indicator) для сигналізації вхідного дзвінка.

### Синхронна комунікація
Для інтерфейсів синхронної послідовної комунікації (таких, як X.21) пристрій DCE забезпечує сигнал синхронізації, а DTE, відповідно, синхронізується від DCE.